# نلی (خواننده رپ)
کورنل ایرال هاینس جونیور (زاده ۲ نوامبر ۱۹۷۴ - تگزاس) که بیشتر با نام هنری "نلی" شناخته می‌شود رپر و خوانندهٔ آمریکایی است.او در فیلم اسنایپس بازی کرده است. 

## آلبوم شناسی
- Country Grammar : ۲۰۰۰
- Nellyville : ۲۰۰۲
- Sweat - Suit : ۲۰۰۴
- Brass Knuckles : ۲۰۰۸
- ۲۰۱۰ : ۰.۵
- Seventh studio album : ۲۰۱۱